# Saint-Bresson, Gard
Saint-Bresson là một xã ở tỉnh Gard. Xã này có diện tích 8,4 kilômét vuông, dân số năm 1999 là 52 người. Khu vực này có độ cao trung bình mét trên mực nước biển.